# Ronny Paulino
Pour les articles homonymes, voir Paulino.
Ronny Leonel Paulino (né le 21 avril 1981 à Saint-Domingue, République dominicaine) est un ancien receveur des Ligues majeures de baseball.

## Carrière

### Pirates de Pittsburgh
Ronny Paulino signe son premier contrat professionnel en 1997 avec les Pirates de Pittsburgh. Il débute dans le baseball majeur avec cette équipe le 25 septembre 2005.
À sa saison recrue en 2006, Paulino maintient une excellente moyenne au bâton de ,310 en 129 parties jouées pour les Pirates. Il réussit un sommet personnel de 137 coups sûrs et totalise 55 points produits. En défensive, il mène tous les receveurs de la Ligue nationale pour le nombre de coureurs adverses (38) retirés en tentative de vol.
Même si sa moyenne chute à ,263 en 133 matchs avec Pittsburgh en 2007, le receveur dominicain totalise 120 coups sûrs, dont 11 circuits, et produit de nouveau 55 points.
Après une saison 2008 décevante, Paulino est échangé le 10 décembre aux Phillies de Philadelphie en retour d'un autre receveur, Jason Jaramillo. Paulino ne s'aligne toutefois pas avec les Phillies puisque ceux-ci le transfèrent le 27 mars 2009 aux Giants de San Francisco en retour du lanceur gaucher Jack Taschner. Le même jour, le club de San Francisco refile Paulino aux Marlins de la Floride, qui concèdent quant à eux aux Giants le lanceur droitier des ligues mineures Hector Correa.

### Marlins de la Floride
Paulino s'aligne deux saisons avec les Marlins. En 2009 il est le substitut du receveur John Baker. L'année suivante, ces deux joueurs partagent le travail derrière le marbre avec Brett Hayes.
Le 20 août 2010, Ronny Paulino est suspendu pour 50 parties par la Ligue majeure de baseball après avoir échoué un test antidopage, ce qui met immédiatement fin à sa saison. La MLB ne révèle pas la nature de la substance interdite dont Paulino a fait usage, mais le joueur affirme qu'un supplément diététique violant la politique antidrogue de la ligue pourrait être en cause.

### Mets de New York
En décembre 2010, Paulino, devenu agent libre, signe un contrat d'une saison pour 1,3 million de dollars avec les Mets de New York. Il frappe pour ,268 et produit 19 points en 78 parties jouées en 2011 comme substitut au receveur Josh Thole.

### Orioles de Baltimore
Le 30 janvier 2012, Paulino signe un contrat des ligues mineures avec les Orioles de Baltimore.